# Percichthys trucha
Percichthys trucha är en fiskart som först beskrevs av Valenciennes, 1833.  Percichthys trucha ingår i släktet Percichthys och familjen Percichthyidae. Inga underarter finns listade i Catalogue of Life.